# Годунова, Ирина Фёдоровна
Ирина Фёдоровна, урождённая   Годунова, в иночестве Александра (1557 (?) — 26 октября 1603) — сестра Бориса Годунова и супруга царя Фёдора І Иоанновича, номинальная правительница на русском престоле после смерти Фёдора І Иоанновича и до избрания царём Бориса Годунова с 16 января по 21 февраля 1598 года.

## Биография
О дате и месте её рождения сведений нет. Она была взята в царские палаты в возрасте семи лет и воспитывалась там до брака. Вероятно, во дворец Ирина попала в 1571 году, когда её дядя Дмитрий Иванович Годунов был пожалован в Думу в чине постельничего. До совершеннолетия Ирина воспитывалась в царских покоях вместе с братом Борисом, находившимся «при его царских пресветлых очах всегда безотступно по тому же не в совершенном возрасте, и от премудрого его царского разума царственным чином и достоянию навык».
В 1575 году Ирина становится женой царевича Фёдора Иоанновича без традиционного царского смотра невест, а её брат получает боярство. Брак с Фёдором совершился по воле царя Ивана IV Грозного и послужил новой ступенью для возвышения Годуновых, дальнейшее влияние которого на Фёдора в значительной мере основывалось на любви последнего к Ирине. Свадьбе способствовал дядя Дмитрий Иванович Годунов, постельничий царя.
Ирина ухаживала за больным Иваном IV перед его смертью и позаботилась о том, чтобы Годунов, несмотря на жестокие нападки со стороны бояр, не впал в глазах умирающего в немилость. Карамзин же пишет, что за три дня до смерти царя Ивана IV Грозного невестка пришла было утешить больного, но «бежала с омерзением от его любострастного бесстыдства». Исаак Масса связывает их конфликт с бездетностью Ирины: «Иван Васильевич пожелал, чтобы сын, следуя их обычаю, заточил ее в монастырь и взял себе другую жену. Федор Иванович, человек нрава кроткого и доброго, очень любивший свою жену и не желавший исполнить требование отца, отвечал ему: „Оставь ее со мною, а не то так лиши меня жизни, ибо я не желаю ее покинуть“».
В случае бездетства Годуновой по завещанию Ивана Грозного женой царя Фёдора была определена княжна Ирина Мстиславская.

### Царица

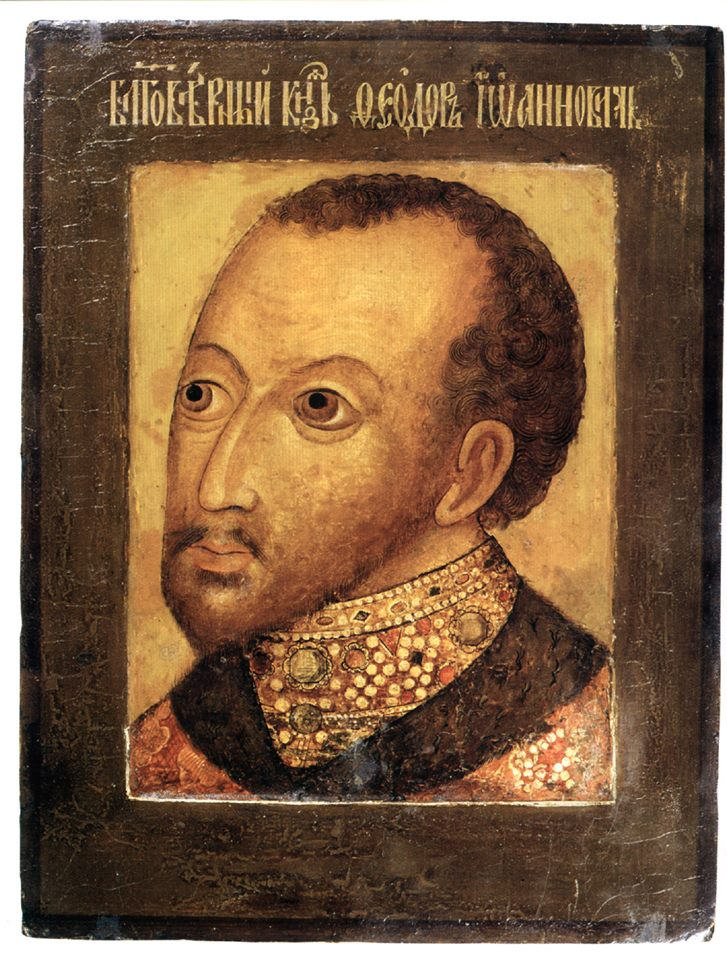
Царь Фёдор Иоаннович, парсуна

Со смертью Ивана ІV Грозного в 1584 году и воцарением её мужа Фёдора І стала царицей. Однако она не смогла родить ему наследника — их единственная дочь Феодосия родилась 29 мая 1592 года и умерла во младенчестве.
Тем не менее в общественно-политической жизни царица оставалась весьма значимой фигурой. «Ирина Годунова, в отличие от предшествовавших цариц, играла общественную и политическую роль, которая уже расходилась с образом женщины, проводившей большую часть времени в тереме». Она не только принимала иностранных послов, но и участвовала в заседаниях боярской Думы.
Сохранился ряд документов, где рядом с подписью царя Фёдора неожиданно появляется имя царицы Ирины. Она вела переписку с английской королевой Елизаветой І Тюдор (именовавшей её «любезнейшею кровною сестрою») и патриархом Александрийским, предпринимала усилия для признания Русской православной церкви, которая тогда ещё не являлась патриархатом. Она посылала патриарху дорогие подарки — и в ответ в июле 1591 года он прислал ей часть мощей св. Марии Магдалины («от руки перст») и «венец царской золот, с каменьем и с жемчюги».

#### Приём патриарха
В январе 1589 года Ирина в Золотой царицыной палате приняла Константинопольского патриарха Иеремию ІІ, прибывшего в Москву, чтобы учредить в России патриаршую кафедру и поставить на неё Иова — первого русского патриарха. Описание этого события оставил епископ Арсений Элассонский, сопровождавший церковного иерарха в Россию:
«Тихо поднялась царица с своего престола при виде патриархов и встретила их посреди палаты, смиренно прося благословения. Вселенский святитель, осенив её молитвенно большим крестом, воззвал: Радуйся благоверная и любезная в царицах Ирина, востока и запада и всея Руси, украшение северных стран и утверждение веры православной!»
Затем патриарх московский, митрополиты, архиепископы, епископы и проч. благословляли царицу и говорили ей подобные приветственные речи. Ирина выступила с ответной речью. После этой «прекрасной и складной» речи, по отзыву епископа Арсения, царица, отступив немного, стала между своим мужем, царем Фёдором, и братом Борисом.
Гостей потряс богатый наряд царицы. Арсений отмечает, что если бы у него было и десять языков, то и тогда он не смог бы рассказать о всех виденных им богатствах царицы: «И все это видели мы собственными глазами. Малейшей части этого великолепия достаточно было бы для украшения десяти государей». После обмена речами боярин Дмитрий Иванович Годунов передал обоим патриархам подарки от царицы — каждомy по серебряному кубку и бархату чёрному, по две камки, по две объяри и по два атласа, по сороку соболей и по 100 рублей денег. Вручая дары, он сказал патриарху: «Великий господин, святейший Иеремия цареградский и вселенский! Се тебе милостивое жалованье царское, да молишь усердно Господа за великую государыню царицу и великую княгиню Ирину и за многолетие великого государя и о их чадородии». Патриарх благословил царицу и помолился о даровании ей «царского наследия плода». Когда завершилась церемония вручения даров и другим участникам приёма (в том числе и епископу Арсению), царица, «печальная о своем неплодии», вновь обратилась к патриарху и сопровождавшему его духовенству с просьбой усерднее молиться о даровании ей и царству наследника. Государь Фёдор І Иванович и царица Ирина проводили патриархов до дверей Золотой палаты, приняли от них ещё благословение.

#### Промахи Бориса Годунова

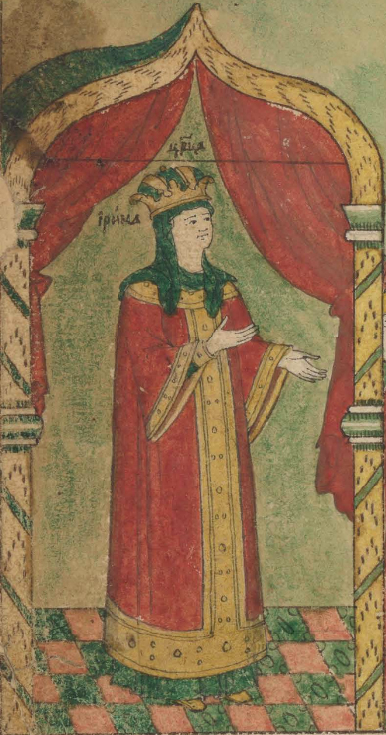
Царица Ирина, фрагмент миниатюры из псалтири Дмитрия Иоанновича Годунова, 1591—1594

В начале 1585 года Годунов направил нескольких доверенных лиц в Вену. Переговоры с венским двором были окружены строжайшей тайной. «Не рассчитывая на то, что Ирина Годунова сохранит трон после смерти мужа, Борис тайно предложил Вене обсудить вопрос о заключении брака между нею и австрийским принцем и о последующем возведении принца на московский трон. Правитель не видел иных способов удержать власть. Но затеянное им сватовство завершилось неслыханным скандалом. Царь Фёдор І выздоровел, а переговоры получили огласку». Это чрезвычайно подкосило положение Бориса, однако он сумел выпутаться из этой ситуации.
В том же году англичанин Джером Горсей по поручению Бориса прислал из Англии на Русь акушерку для помощи Ирине. «Ещё 15 августа 1585 г. Борис прислал к Горсею своего конюшего с запиской, в которой настоятельно просил, чтобы доктор прибыл, „запасшись всем нужным“. Через Горсея Борис обратился к лучшим английским медикам за рекомендациями относительно царицы Ирины, указывая, что во время своего замужества царица часто бывала беременна (в своих записках Горсей написал эти слова русскими буквами ради сохранения тайны), но каждый раз неудачно разрешалась от бремени. Горсей консультировался с лучшими врачами в Оксфорде, Кембридже и Лондоне. Королеве Елизавете агент Годунова объявил, что царица Ирина пять месяцев как беременна, и просил поспешить с исполнением её просьбы.
В конце марта 1586 г. Горсей получил от Елизаветы І письма к царю Фёдору І и с началом навигации отплыл в Россию. При нём были королевский медик Роберт Якоби и повивальная бабка». Акушерка была задержана в Вологде. «Но дело получило преждевременную огласку и принесло много неприятностей Борису. Ему пришлось прибегнуть к хитрости, чтобы не допустить обсуждения щекотливого вопроса в Боярской думе. (…) Обращение к „иноверцам“ и „еретикам“ привело в неистовство противников Бориса, ревностно заботившихся о благочестии и не допускавших мысли о том, что „еретическая дохторица“ (повивальная бабка) может облегчить появление на свет православного царевича».

#### Заговор
Хотя позиции Ирины при дворе были чрезвычайно сильны, неудачи Бориса предоставили его недоброжелателям возможность сместить его лучшую помощницу. В 1587 году против Ирины возник боярский заговор.
Во главе с Дионисием, митрополитом Московским и князем Шуйским заговорщики хотели потребовать от царя Фёдора, чтобы он разошёлся с женой, как с не произведшей до сих пор на свет наследника. Земцы явились во дворец и подали Фёдору прошение, «чтобы он, государь, чадородия ради второй брак принял, а первую свою царицу отпустил во иноческий чин». «Прошение равнозначно было соборному приговору: его подписали регент князь Иван Шуйский и другие члены Боярской думы, митрополит Дионисий, епископы и вожди посада — гости и торговые люди. Чины требовали пострижения Ирины Годуновой, а следовательно, и удаления Бориса. Выступление земщины носило внушительный характер». Но Фёдор решительно воспротивился. 13 октября 1586 года митрополит Дионисий был лишён сана и сослан в Хутынский монастырь в Новгороде. Его «собеседника» крутицкого архиепископа Варлаама заточили в новгородский Антониев монастырь, князь Василий Шуйский сослан в Буйгород, в Суздальский Покровский монастырь была сослана княгиня Марфа Ивановна Татева.
«Русские писатели XVII века старались щадить имя благочестивой Ирины Годуновой. Тем не менее в их сочинениях также можно обнаружить намёки на подготовлявшийся развод. Осведомлённый московский дьяк Иван Тимофеев в обычных для него туманных выражениях повествует о том, что Борис насильственно постригал в монастырь девиц — дочерей первых (!) после царя бояр, опасаясь возможности повторного брака Фёдора: „яко да не понудится некими царь принята едину от них второбрачием в жену неплодства ради сестры его“. Осторожный дьяк не назвал имен „неких“ лиц, которые „понуждали“ Фёдора ко „второбрачию“. Более того, он умолчал о том, существовала ли угроза „понуждения“ царя к разводу или „некие“ лица привели её в исполнение». В 1590 году Ирина, пока её супруг воевал со шведами, находилась в Новгороде.

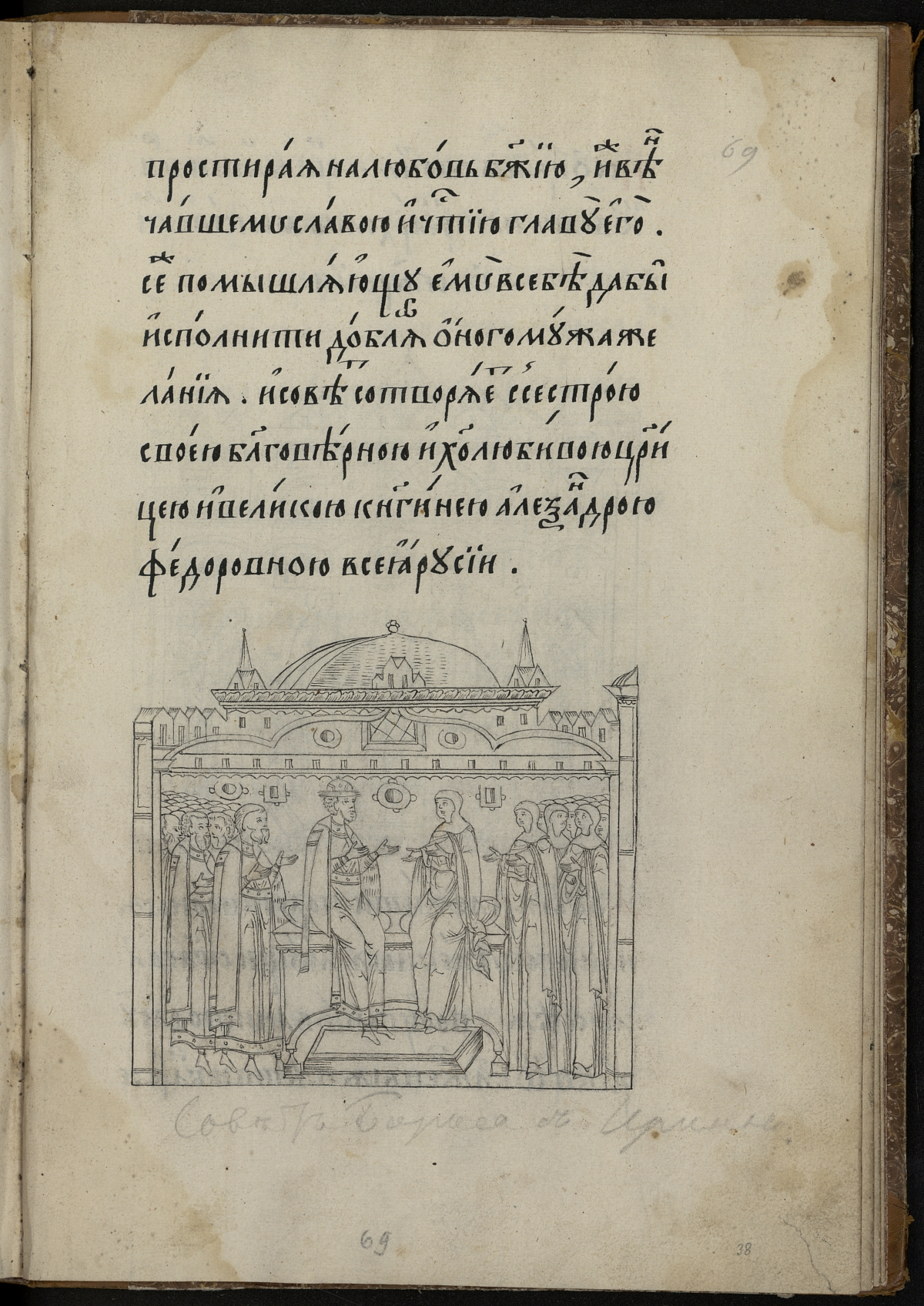
Борис Годунов и Александра-Ирина Фёдоровна, миниатюра из «Жития св. Алексея, митрополита Киевского»

Наконец, 29 мая 1592 года родилась единственная дочь супругов Феодосия, которая, однако, вскоре скончалась. Во время её рождения среди народа ходили слухи, что на самом деле у Фёдора родился сын, но его подменил девочкой незнатных родителей Борис Годунов. Благодаря этому во время Смуты возникло много самозванцев, выдававших себя за сына царя Фёдора.

### Вдова
Царь Фёдор І Иванович умер 7 января 1598 года, не оставив после себя завещания. В ходе избирательной борьбы на Земском соборе 1598 года возникли различные версии насчёт его последней воли. Официальная версия, исходившая от Годуновых, была такой: «Как значилось в утвержденной грамоте ранней редакции, Фёдор „учинил“ после себя на троне жену Ирину, а Борису „приказал“ царство и свою душу в придачу. Окончательная редакция той же грамоты гласила, что царь оставил „на государствах“ супругу, а патриарха Иова и Бориса Годунова назначил своими душеприказчиками. Наиболее достоверные источники повествуют, что патриарх тщетно напоминал Фёдору о необходимости назвать имя преемника. Царь по обыкновению отмалчивался и ссылался на волю Божью. Будущее жены его тревожило больше, чем будущее трона. По словам очевидцев, Фёдор наказал Ирине „принять иноческий образ“ и закончить жизнь в монастыре».

После смерти Фёдора І бояре, опасаясь бедствий междуцарствия, решили присягнуть Ирине. «Преданный Борису Иов разослал по всем епархиям приказ целовать крест царице. Обнародованный в церквах пространный текст присяги вызвал общее недоумение. Подданных заставили принести клятву на верность патриарху Иову и православной вере, царице Ирине, правителю Борису и его детям. Под видом присяги церкви и царице правитель фактически потребовал присяги себе и своему наследнику (…) Испокон веку в православных церквах пели „многие лета царям и митрополитам“. Патриарх Иов не постеснялся нарушить традицию и ввел богослужение в честь вдовы Фёдора. Летописцы сочли такое новшество неслыханным. „Первое богомолие (было) за неё, государыню,— записал один из них,— а преж того ни за которых цариц и великих княгинь Бога не молили ни в охтеньях, ни в многолетье“. Иов старался утвердить взгляд на Ирину, как на законную носительницу самодержавной власти. Но ревнители благочестия, и среди них дьяк Иван Тимофеев, заклеймили его старания, как „бесстыдство“ и „нападение на святую церковь“».

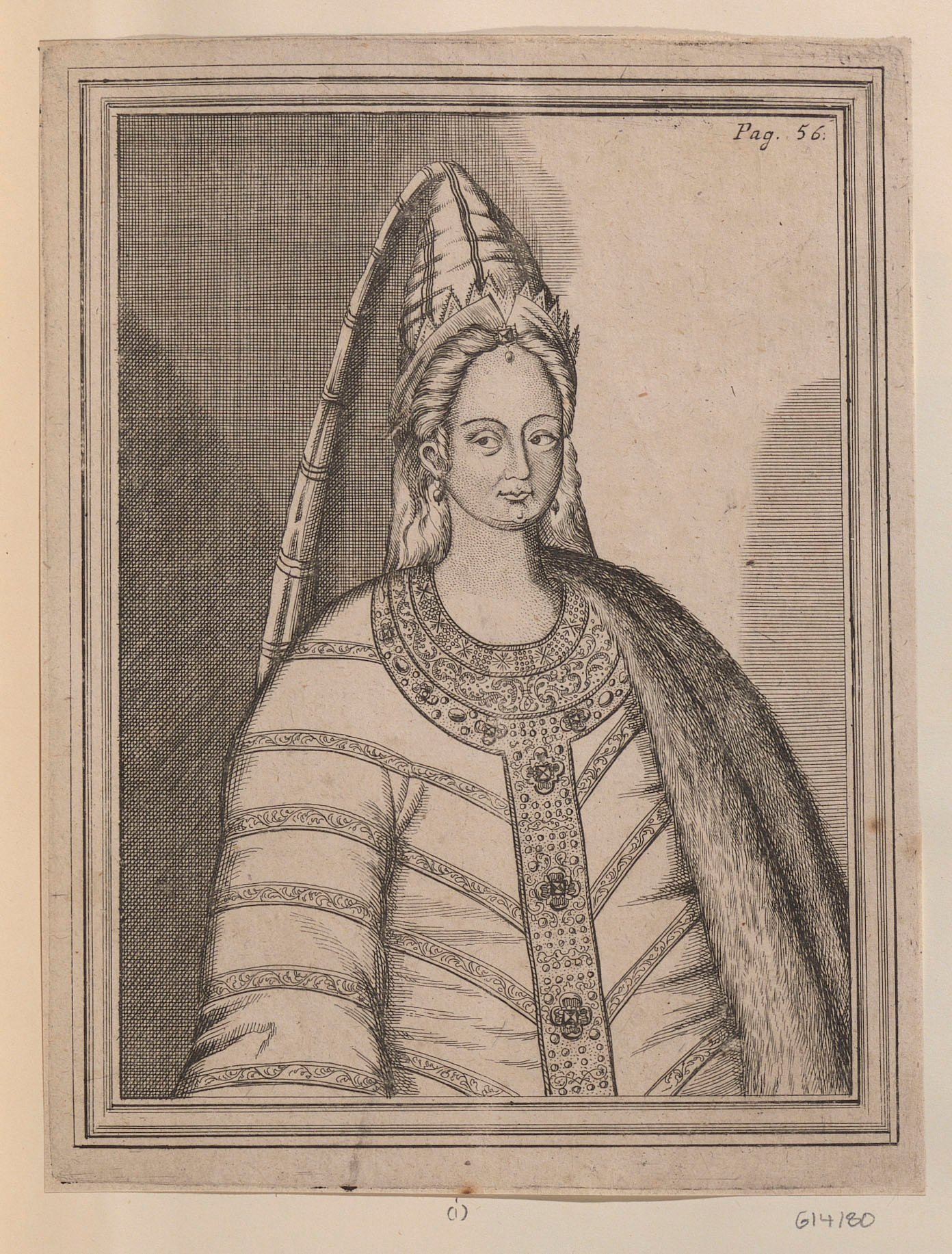
Гравюра Ирины Годуновой 1590-х из итальянского издания "Effiggie naturali dei maggiori prencipi et piu' valorosi capitani di questa era con l'arme loro", 1596 г.

Однако самостоятельное правление царицы не заладилось с первых дней. Уже через девять дней после кончины мужа она объявила о решении постричься. В день её отречения в Кремле собрался народ. Официальные источники позже писали, будто толпа, переполненная верноподданническими чувствами, слёзно просила вдову остаться на царстве. Реально настроения народа внушали тревогу властям. Голландец Исаак Масса подчёркивал, что отречение Годуновой носило вынужденный характер: «Простой народ, всегда в этой стране готовый к волнению, во множестве столпился около Кремля, шумел и вызывал царицу». «Дабы избежать великого несчастья и возмущения», Ирина вышла на Красное крыльцо и объявила о намерении постричься. Австриец Михаил Шиль пишет, что взяв слово после сестры, Борис заявил, что берет на себя управление государством, а князья и бояре будут ему помощниками.

#### Монахиня
На 9-й день после смерти мужа, 15 января, Ирина удалилась в Новодевичий монастырь и постриглась там, приняв имя инокини Александры — и таким образом освободив дорогу брату: «…Ирина Фёдоровна всеа Руси после государя своего царя и великого князя Фёдора Ивановича всеа Руси, оставя Российское царство Московское, и поехала с Москвы в Новодевичей манастырь». (Вплоть до избрания Бориса царём боярская дума издавала указы от имени «царицы Александры».)
«С погребения не ходя во свои царские хоромы, повеле себя <…> отвести простым обычаем в пречестный монастырь <…> еже зовется Новый девич монастырь», где её постригли и нарекли «во иноцех имя ей Александра, и пребываша она в келий своей от пострижения до преставления своего, окроме церкви божий нигде не хождаше».
Перед выборами нового царя шествие просителей от населения отправилось к Новодевичьему монастырю, где находился Борис, сопровождавший Ирину; где «правильно сагитированная» толпа убеждала его принять корону, он же отказывался. Перед выборами «Ирина вела агитацию за брата среди духовенства, бояр, купечества, простого люда. Есть свидетельства о том, что Годуновы нередко прибегали к подкупу. Так, по данным П. Петрея, Ирина „хорошо помнила, что куда подается большинство, туда потянутся и остальные… Большими подарками она тайно склонила полковников и капитанов, чтобы они уговорили подчинённых себе воинов подавать голоса в пользу брата“»
Ирина благословила брата на царство 21 февраля 1598 года. Земский собор 17 (27) февраля 1598 года избрал Бориса.
Умерла она спустя 5 лет в 1603 года в монастыре, за 2 года до смерти брата.

#### Захоронение
Как и все царицы, была погребена в Вознесенском монастыре московского Кремля. В 1929—1931 гг. захоронения были разорены при его уничтожении, силами сотрудников перенесены в Архангельский собор, а затем в подземную палату рядом с ним. «На старых планах Вознесенского собора и его некрополя, опубликованных в конце XIX столетия А. Пшеничниковым, погребение царицы Ирины отмечено номером 16 в юго-западном углу храма. Над её могилой размещался памятник, аналогичный тем, что и сегодня можно увидеть в мужском храме-усыпальнице, в Архангельском соборе Кремля — некрополе русских великих князей и царей. Ирину Фёдоровну похоронили в белокаменном, изготовленном из монолита саркофаге, имеющем антропоморфную форму — полукруглое оголовье и плечики. Надписи-эпитафии на крышке гроба не было (…) в чём, возможно, проявился акт смирения и уничижения, свойственный монашеству».
Остатки погребального инвентаря из саркофага, относятся к монашескому облачению, как и фрагменты чёрной шерстяной схимы. На головной убор царицы был нашит широкий равноконечный крест из тесьмы, который хорошо сохранился. В саркофаге обнаружили осколки стеклянного сосуда, основную часть которого вынули из гроба ещё в 1929 году.

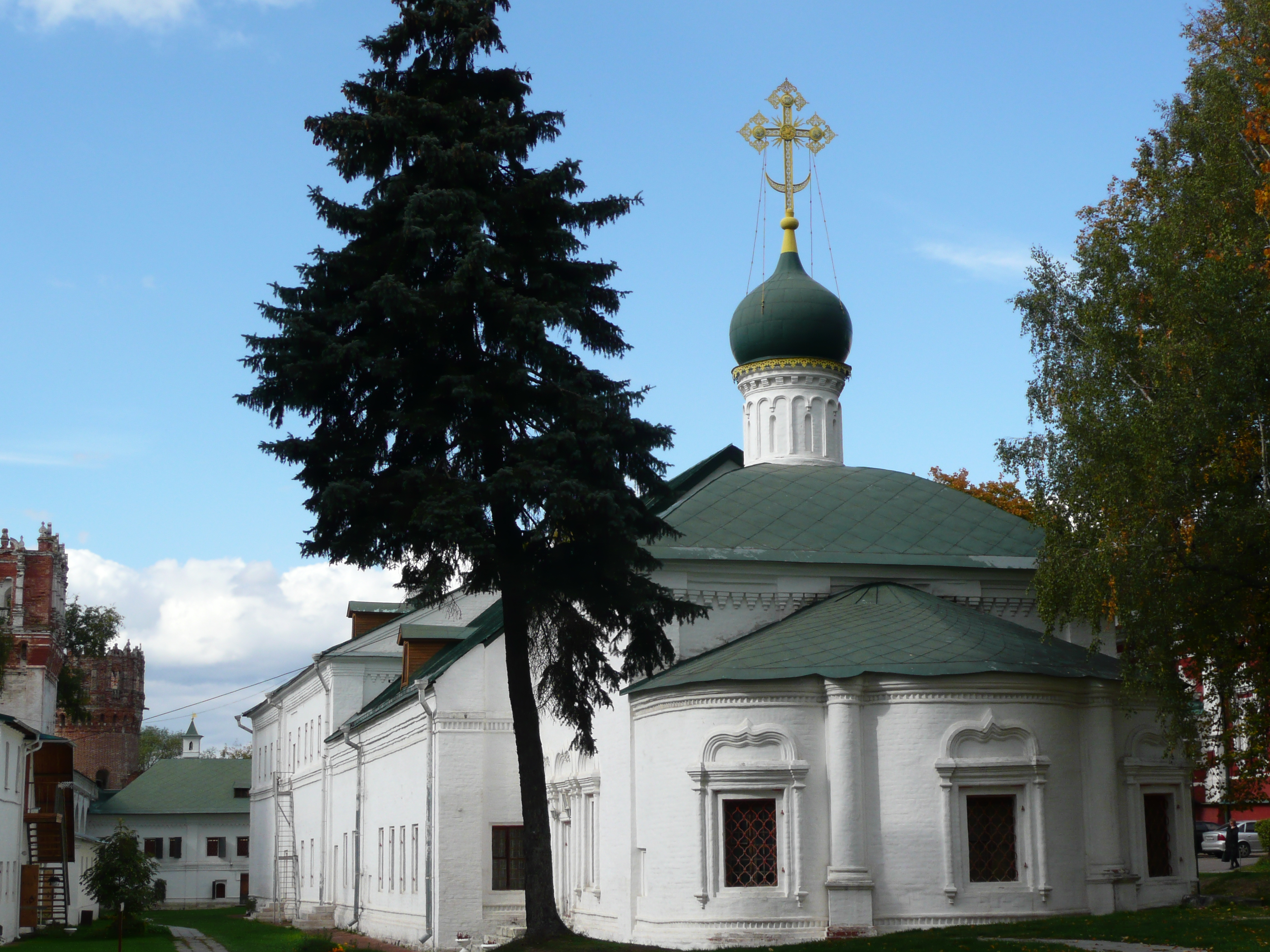
Иринины палаты в Новодевичьем монастыре

Повторное вскрытие захоронения Ирины Годуновой проведено в 2001 году. В нём участвовала большая группа исследователей. «Состояние скелета царицы — одного из важнейших объектов исследования — оказалось удовлетворительным. Его изучение антропологом Д. Пежемским (НИИ и Музей антропологии МГУ) и гистологом В. Сычевым (Бюро судебно-медицинской экспертизы Москвы) показало, что какое-то заболевание, которым страдала Ирина, возможно наследственное, привело к значительной патологии костных тканей, что сказалось на опорно-двигательном аппарате этой ещё не старой женщины. В последние годы жизни ей, вероятно, было трудно ходить. Обострению болезни, возможно, способствовали и тяжёлые условия жизни в монастыре — холодные каменные палаты, аскетизм монашеского бытия. Патология в области таза повлияла на способность вынашивать детей».
Восстановление по черепу её внешнего облика выполнено московским экспертом-криминалистом С. А. Никитиным. (Монашеский головной убор воспроизведён по миниатюрам Лицевого летописного свода XVI века).
«Удалось провести рентгено-флюоресцентный анализ (РФА) кусочка её мозга, обнаруженного в черепе при подготовке к реконструкции портрета (исследователь — кандидат химических наук E. И. Александровская). Анализ установил повышенное содержание в мозге царицы (по сравнению со средним, фоновым, наблюдаемым в наше время) некоторых металлов — железа, меди, свинца и минералов — ртути, мышьяка (…) Из наиболее вредных веществ особенно повышено содержание свинца (в 80 раз), ртути (в 10 раз) и мышьяка (в 4 раза). Объяснить это можно, скорее всего, тем, что Ирине Годуновой приходилось длительно лечиться мазями — ртутными, свинцовыми и другими. Такой вывод подтверждает и рентгено-флюоресцентный анализ костной ткани из погребения царицы Ирины».

## Отношения с Церковью

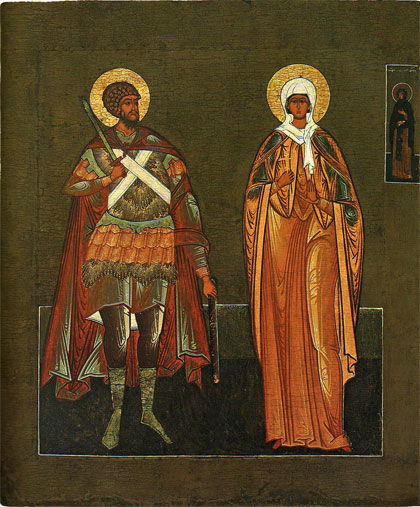
Известны богатые вклады, сделанные в Троице-Сергиев монастырь по царской дочери Феодосии, по самой царице Ирине (Александре). Так, в 1593 году «сентября в 26 день государь же царь и великий князь Федор Иванович всея Руси пожаловал по своей царевне и великой княжне Феодосье вкладу 500 рублев». В 1603 году «октября в 31 день блаженные памяти по государыне царице и великой княгине Ирине, во иноцех Александре, пожаловал прислал вкладу государь царь и великий князь Борис Федорович всея Руси денег 1000 рублев». Зафиксировали документы и вклад самой царицы Ирины от 1598 года: «Преставися <…> государь царь и великий князь Федор Иванович всеа Руси и по нем <…> пожаловала его благоверная царица и великая княгиня инока Александра прислала на сорокоусты и на церковное строение денег 3000 рублев»[9]. В этот период на Руси получила распространение двойная икона «Феодор Стратилат и великомученица Ирина». Распространение этих икон связано с тем, что эти мученики являлись тезоименитыми святыми царя и царицы. По всей России были построены многочисленные церкви в честь святых Феодора и Ирины, а также открыты приделы в храмах (подробно см. Иконография Феодора Стратилата#Феодор Стратилат и великомученица Ирина)[13].
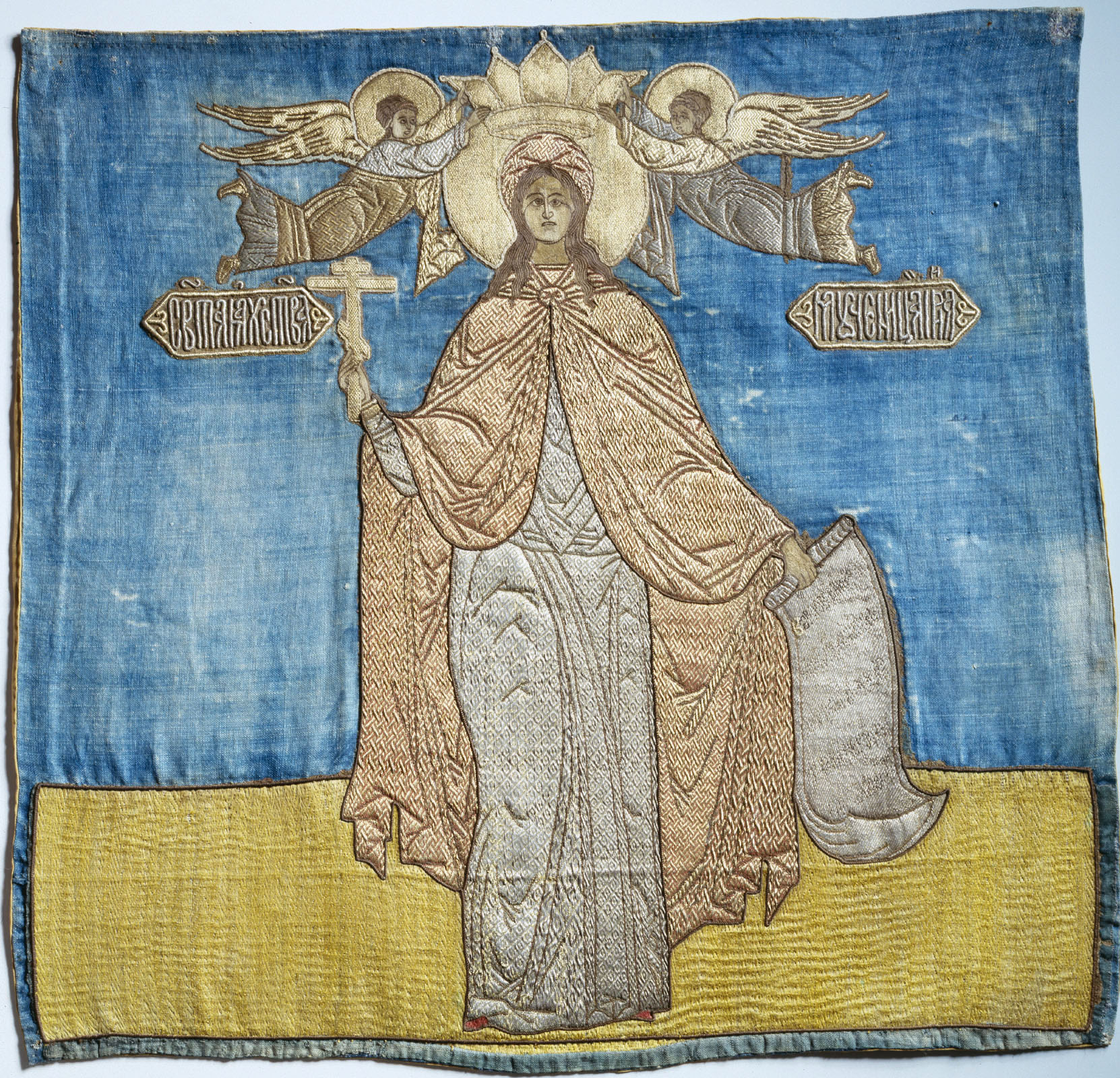
Пелена русского православного шитья, изображающая Св. Мученицу Ирину. Москва. 1598—1604. Мастерская Ирины Годуновой. Из Кирилло-Белозерского монастыря. ГРМ. Спб.
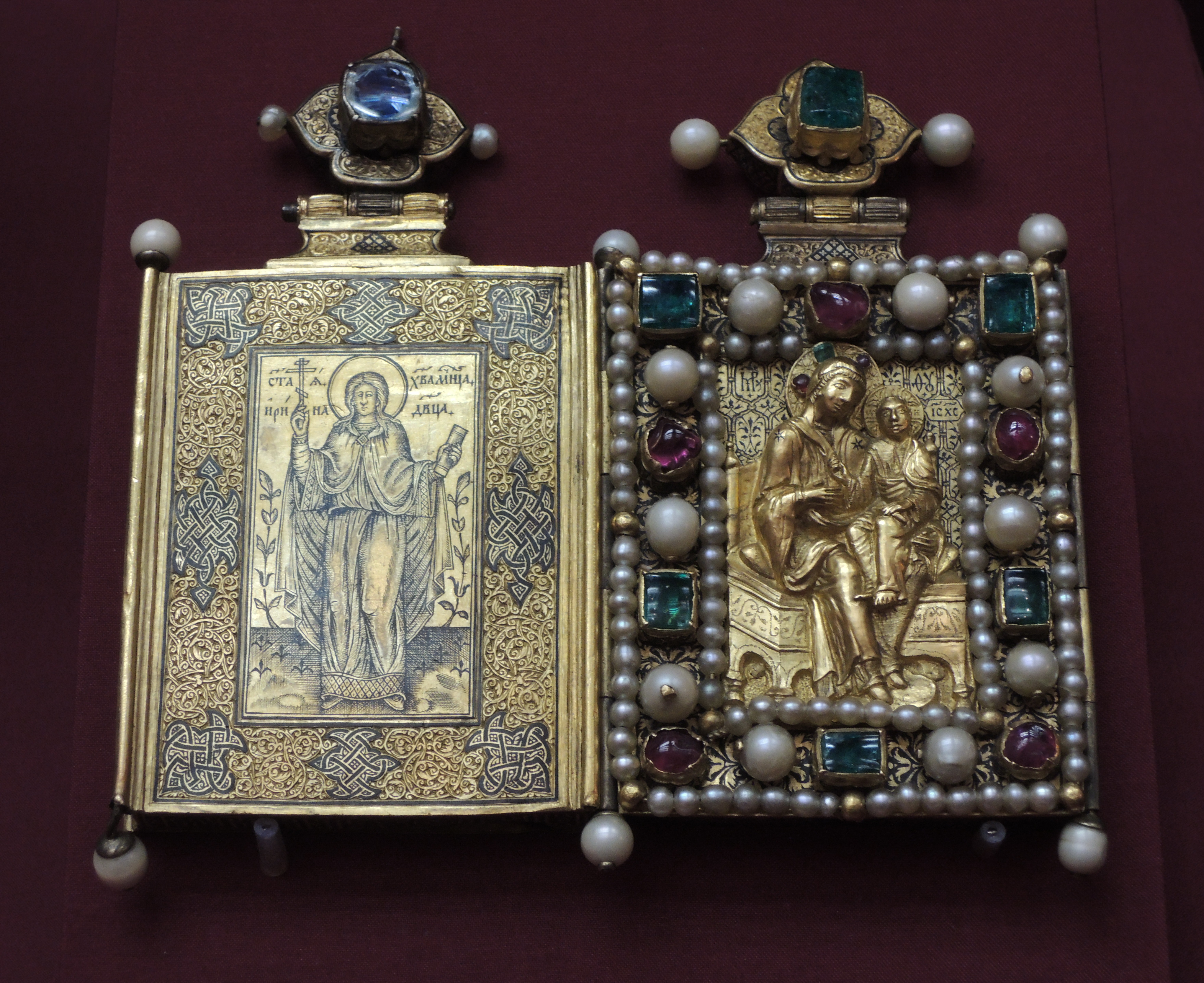
Щедро был одарен Троице-Сергиев монастырь, который был местом царского паломничества (так называемый «Троицкий ход»). После того, как в 1585 году был построен Успенский собор, по приказу царя в 1585—1586 годах были развёрнуты активные работы по художественному оформлению храма. В монастырском храме Успения был учреждён придел святых Феодора и Ирины, и для него были написаны иконы. В период 1580—1590-х годов по велению царской четы было создано большое количество христианских памятников, связанных с именем Феодора Стратилата. Обращает на себя внимание подборка произведений, вышитых в царицыной «светлице» Ирины Годуновой. В 1592 году был создан шитый иконостас, в котором был выполнен значительный по размерам парный образ святых, который хранится в Государственном Эрмитаже. Кроме того, в Эрмитаже хранится пелена, на которой изображена великомученица Ирина, датируемая концом XVI века. Эта пелена предназначалась для устроенной в честь патрональной святой надвратной церкви в Кирилло-Белозерском монастыре, в стенах которого родился отец Фёдора — Иван Грозный. Когда в конце мая 1592 года родилась дочь Феодосия, царская чета разослала ещё более щедрые подарки. Адресатами этих «милостыней» стали не только российские монастыри и церкви, но и православные монастыри Палестины. Эти воздаяния были разосланы в июне 1592 года в честь «разрешения неплодства царицы». Иконы, написанные в этот период, включали дополнительно к упоминаемым святым, образ преподобномученицы Феодосии Константинопольской, который обычно писался на полях.  - Феодор Стратилат и святая великомученица Ирина. На полях — преподобномученица Феодосия. 1592—1594
  - Пелена русского православного шитья, изображающая Св. Мученицу Ирину. Москва. 1598—1604. Мастерская Ирины Годуновой. Из Кирилло-Белозерского монастыря. ГРМ. Спб.
  - Золотой ковчежец с изображением св.Ирины. Выполнен по указу царя Фёдора І Иоанновича для царицы Ирины в 1589 г.

## Владения
- Кремль, Золотая царицына палата. В 1580-х годах палата перестраивается под парадный приёмный зал царицы Ирины, при этом она получает богатую отделку.
- Новодевичий монастырь: Иринины палаты (Палаты царицы Ирины Годуновой с Амвросиевой церковью)
- Царицыно — вотчина царицы Ирины Годуновой[14].

## Память
- Имя Ирины и её мужа увековечено в памятной надписи на стволе Царь-пушки, отлитой в 1586 году.
- Ирина стала персонажем романа Юрия Фёдорова «Борис Годунов».
- В телесериале «Годунов» роль Ирины Годуновой исполнила Анна Михалкова.

## Комментарии
1. ↑  Дата предположительная, но исследование скелета царицы Ирины её подтверждает, показывая, что она прожила около 45 лет.
2. ↑  Текст речи: «Великий господин, святейший Иеремия цареградский и вселенский, старейший между патриархами! Многое благодарение приношу святыне твоей за подвиг, какой подъял на пути странствия в нашу державу, дабы и нам даровать утешение видеть священную главу твою, уважаемую паче всех в христианстве православном, от коей и мы восприяли благодать ныне, и за сие воздаем хвалу Всемогущему Богу и Пресвятой Его Матери и всем святым, молитвами коих сподобились такой неизреченной радости. Воистину ничто не могло быть честнее и достохвальнее пришествия твоего, которое принесло столь великое украшение церкви Российской, ибо отныне возвеличением достоинства ея митрополитов в сан патриарший, умножилась слава всего царства по вселенной. Сего искони усердно желали прародители наши, христолюбивые государи, великие князья и цари, и не сподобились видеть исполнения своих благочестивых желаний; и ныне на сей их вожделенный конец, чрез многие подвиги дальнаго странствия, привел во дни нашей державы твою святыню Всемогущий Бог».
3. ↑  «В Боярской думе зачитали грамоту Елизаветы І к царице, смысл которой был искажен московским толмачом до неузнаваемости. Так, Елизавета І сообщала Ирине, что посылает к ней, „как у нас было просимо, искусную и опытную повивальную бабку“, а также своего лейб-медика, который „будет руководить действиями повивальной бабки и, наверное, принесёт пользу Вашему здоровью“. Королева, значилось в переводе, направляет царице доктора, который „своим разумом в дохторстве лучше и иных баб“. Правитель публично выразил гнев по поводу действий Горсея, назвал его „шутом и рабом, обманувшим королеву“, и даже потребовал его головы».